# AzDrawing
AzDrawingは、Linux向けのFOSSのペイントソフトである。Azelによって開発され、GNU GPL v3の下で配布されている。

## 概要
Xlibを利用してGUIが構築されており、動作が軽量であることが特徴である。以前はAzDrawing2としてMicrosoft Windows向けに開発が行われていた。線画描画向けで、8 bitモノクロの編集が可能となっている。